# الخوجلاب
الخوجلاب : قرية سودانية تقع على الضفة الشرقية لنهر النيل على بعد حوالي 18 كيلومتر من مدينة الخرطوم بحري، سكانها حوالي 5 آلالف نسمة حسب آخر تعداد سكاني قبل أعوام.
بها أربعة مساجد، ونادي الخوجلاب، وبها مدارس أساس وثانوي ومركز صحي كبير به كافة الخدمات الصحية، وبها عدد من المنظمات المحلية مثل رابطة طلاب وخريجي الجامعات والمعاهد العليا، الصندوق الخيري، جمعية التشجير وحماية البيئة، وجمعية شباب الخوجلاب التي نشأت حديثا ولها عدد من المكاتب تخدم شتّى المجالات بالقرية مثل مكتب التعليم ومكتب الثقافة ومكتب الصحة ومكتب الخدمات العامة والمكتب الرياضي بها روابط أدبية صغيرة، بها رابطة للمرأة، وتتوفر بها الخدمات الصحية، كما تم افتتاح مكتبة عامة حديثا.
يحدث بمدينة الخوجلاب حراك ثقافي واجتماعي ملحوظ، يساعد في ذلك التطوّر المستمر في حركة التعليم الجامعي وفوق الجامعي بالمنطقة، وقد ساعدت جريدة الخوجلاب التي أصدرتها رابطة الطلاب لفترة من الزمان في إحداث نقلة توعوية بالمنطقة.

## التاريخ
مدينة تطورت على مر العصور منذ أن كانت قرية تسمى (حلة الفكي إبراهيم) الذي هو ابن الشيخ خوجلي أبو الجاز، والشيخ خوجلي عبد الرحمن الشهير بخوجلي أبو الجاز هو من الأولياء الصالحين والذي اشتهر بصلاحه و ورعهِ وتقواه ومساهمته الكبيرة قي التعليم قي السودان، ولد في جزيرة توتي من أم محسية كما يشير لذلك كتاب طبقات ود ضيف الله، ولد ونشأ في جزيرة توتي، وكان من طلاب الشيخ أرباب العقائد، وعندما هم الشيخ أرباب العقائد بالخروج من جزيرة توتي، كان الشيخ خوجلي من ضمن الذين رافقوه، وعبروا نهر النيل و أوقدوا نار القرآن في المكان الذي أُقيم فيه مسجد أرباب العقائد الآن، جامع فاروق سابقا.

## وصلات خارجية
- الموقع العام من الوكيميديا